# 宮崎円遵
宮崎円遵（みやざき　えんじゅん、1906年10月10日 - 1983年2月14日）は、日本の仏教史学者。浄土真宗本願寺派の僧。学位は、文学博士（龍谷大学・1952年）（学位論文「初期真宗の歴史的研究」）。

## 経歴
和歌山県有田郡箕島町(現・有田市)出身。1929年龍谷大学文学部史学科卒業。1930年真宗本願寺派本願寺で得度。1935年本願寺派宗学院卒業。1945年箕島町の光源寺住職。1944年龍谷大学文学部助教授、47年教授。1952年「初期真宗の歴史的研究」で龍谷大学から文学博士の学位を授与される。1972年龍谷大学退任、名誉教授。同年から1981年まで神戸女子大学教授。龍谷大学では、図書館長、文学部長・短期大学部長も務める。1956年本願寺史編纂主任、1962年本願寺史編纂所主監、有田市文化財保護審議会委員長、1964年有田市誌編集委員、1970年真宗連合学会理事長などを歴任。

## 著書
- 『真宗講座 第12 親鸞聖人書誌』真宗典籍刊行会 1943
- 『真宗書誌学の研究』永田文昌堂 1949
- 『中世仏教と庶民生活』平楽寺書店 1951
- 『親鸞とその門弟』永田文昌堂 1956
- 『初期真宗の研究』永田文昌堂 1971
- 『親鸞聖人とその周辺』百華苑 1983
- 『本願寺聖人親鸞伝絵私記』永田文昌堂 1983
- 『親鸞遺芳』同朋舎出版 1984
- 『宮崎円遵著作集』全7巻 思文閣出版 1986-90

### 共編著
- 『寂如上人の和讃講』編 教徳寺 1935
- 『蓮如上人の生涯と思想』神子上恵竜共著 永田文昌堂 1948
- 『西本願寺 その美術と歴史』岡田譲,堀江知彦共著 淡交新社 1961
- 『東西本願寺』編著 教育新潮社 日本のお寺シリーズ 1962
- 『日本浄土教史の研究』藤島達朗共編 平楽寺書店 1969
- 『親鸞聖人』藤島達朗,平松令三共編 徳間書店 1973
- 『善信聖人絵 重要文化財』監修・解説 本願寺出版協会 1973
- 『親鸞聖人眞蹟集成』全9巻 赤松俊秀,藤島達朗, 平松令三共編 法藏館 1973-74
- 『新修日本絵巻物全集 20 善信聖人絵・慕帰絵』編集担当 角川書店 1978
- 『正像末和讃私記』補訂 永田文昌堂 1980

### 記念論文集
- 『真宗史の研究 宮崎博士還暦記念』宮崎円遵博士還暦記念会編 永田文昌堂 1966

## 論文
- Cinii